# Васильев-Буглай, Дмитрий Степанович
Дми́трий Степа́нович Васи́льев-Бугла́й (1888—1956) — русский советский композитор и дирижёр. Один из первых авторов советской песни, мастер хоровой музыки, собиратель народных песен.
Заслуженный деятель искусств РСФСР (1947). Лауреат Сталинской премии третьей степени (1951).

## Биография
Д. С. Васильев-Буглай родился 28 июля (9 августа) 1888 года в Москве.
В 1898—1906 годах учился в Московском синодальном училище (класс композиции — А. Д. Кастальского, гармонии — В. С. Калинникова, контрапункта — К. Н. Шведова).
С 1906 года руководил хорами в разных городах России. Один из основателей академического ансамбля Удмуртской республики «Италмас».
В 1918 году зав. массово-просветительской работой Тамбовского пролеткульта. Организатор хора (150 человек), выступавшего на фронтах Гражданской войны.
Член РАПМ (1923—1925), ОРКИМД (1925—1930). Собрал свыше 500 народных песен.
Д. С. Васильев-Буглай умер 5 октября 1956 года. Похоронен в Москве на Новодевичьем кладбище (участок № 4).

## Творчество
- Песни
  - «Марш коммунаров» (1918)
  - «Баллада об убитом красноармейце»
  - «Проводы» на слова Д. Бедного (1921)
  - «9 января» на слова В. Т. Кириллова (1925)
  - «Красная молодёжь» на слова Г. Г. Фейгина (1924)
  - «Микулин ход» на слова П. В. Орешина (1924)
  - «Урожайная плясовая» на слова П. Резапкина (1929)
  - «Гибель Чапаева» на слова М. А. Долинова
- Оперы
  - «Родина зовёт» (1937)
  - «Колобок» (1941)
- Оратории
  - «Полтава» по А. С. Пушкину (1944)
  - «Девушка и Смерть» по М. Горькому (1949)
- Кантаты
  - «Бородино» на слова М. Ю. Лермонтова (1942)
  - «Москва» (1947)

## Награды и премии
- Сталинская премия третьей степени (1951) — за песни «Лети в Москву, соловушка…», «На просторах Баренцева моря», «Горный орёл», «Гибель Чапаева», «Урожайная плясовая»
- заслуженный деятель искусств РСФСР (1947)